# Glonggong (Wanasari)
Glonggong is een bestuurslaag in het regentschap Brebes van de provincie Midden-Java, Indonesië. Glonggong telt 4376 inwoners (volkstelling 2010).